# Asiatiska mästerskapet i fotboll 1988
Asiatiska mästerskapet i fotboll 1988 var den nionde upplagan av turneringen. Huvudturneringen avgjordes i Qatar under perioden 2-18 december 1988. Saudiarabien slog Sydkorea i finalen i Doha.

## Deltagare
- Qatar – direktkvalificerade som värdland
- Saudiarabien – direktkvalificerade som regerande mästare

Övriga 8 kvalificerade lag var:
- Förenade arabemiraten – vinnare av kvalgrupp 1
- Kina – tvåa i kvalgrupp 1
- Kuwait – vinnare av kvalgrupp 2
- Japan – tvåa i kvalgrupp 2
- Syrien – vinnare av kvalgrupp 3
- Iran – tvåa i kvalgrupp 3
- Bahrain – vinnare av kvalgrupp 4
- Sydkorea – tvåa i kvalgrupp 4

## Gruppspel

### Grupp A
| Nr | Lag                   | S | V | O | F | GM | IM | MS | P |
| -- | --------------------- | - | - | - | - | -- | -- | -- | - |
| 1  | Sydkorea              | 4 | 4 | 0 | 0 | 9  | 2  | +7 | 8 |
| 2  | Iran                  | 4 | 2 | 1 | 1 | 3  | 3  | 0  | 5 |
| 3  | Qatar                 | 4 | 2 | 0 | 2 | 7  | 6  | +1 | 4 |
| 4  | Förenade arabemiraten | 4 | 1 | 0 | 3 | 2  | 4  | −2 | 2 |
| 5  | Japan                 | 4 | 0 | 1 | 3 | 0  | 6  | −6 | 1 |

|             | 2 december 1988 | Iran                            | 2 – 0           | Qatar | Al-Ahly Stadium                                        |                                                        |
| 16:00 UTC+3 | 16:00 UTC+3     | Karim Bavi 6′ Farshad Pious 89′ | (1 – 0) Rapport |       | Doha Publik: 20 000 Domare: Michel Vautrot (Frankrike) | Doha Publik: 20 000 Domare: Michel Vautrot (Frankrike) |
| 16:00 UTC+3 | 16:00 UTC+3     |                                 |                 |       | Doha Publik: 20 000 Domare: Michel Vautrot (Frankrike) | Doha Publik: 20 000 Domare: Michel Vautrot (Frankrike) |
| 16:00 UTC+3 | 16:00 UTC+3     |                                 |                 |       | Doha Publik: 20 000 Domare: Michel Vautrot (Frankrike) | Doha Publik: 20 000 Domare: Michel Vautrot (Frankrike) |

|             | 3 december 1988 | Förenade arabemiraten | 0 – 1           | Sydkorea             | Al-Ahly Stadium                                    |                                                    |
| 15:00 UTC+3 | 15:00 UTC+3     |                       | (0 – 1) Rapport | 8′ (str.) Lee Tae-Ho | Doha Publik: 200 Domare: George Courtney (England) | Doha Publik: 200 Domare: George Courtney (England) |
| 15:00 UTC+3 | 15:00 UTC+3     |                       |                 |                      | Doha Publik: 200 Domare: George Courtney (England) | Doha Publik: 200 Domare: George Courtney (England) |
| 15:00 UTC+3 | 15:00 UTC+3     |                       |                 |                      | Doha Publik: 200 Domare: George Courtney (England) | Doha Publik: 200 Domare: George Courtney (England) |

|             | 4 december 1988 | Japan | 0 – 0   | Iran | Qatar SC Stadium                                  |                                                   |
| 15:00 UTC+3 | 15:00 UTC+3     |       | Rapport |      | Doha Publik: 4 000 Domare: Samuel Chan (Hongkong) | Doha Publik: 4 000 Domare: Samuel Chan (Hongkong) |
| 15:00 UTC+3 | 15:00 UTC+3     |       |         |      | Doha Publik: 4 000 Domare: Samuel Chan (Hongkong) | Doha Publik: 4 000 Domare: Samuel Chan (Hongkong) |
| 15:00 UTC+3 | 15:00 UTC+3     |       |         |      | Doha Publik: 4 000 Domare: Samuel Chan (Hongkong) | Doha Publik: 4 000 Domare: Samuel Chan (Hongkong) |

|             | 5 december 1988 | Qatar                                        | 2 – 1           | Förenade arabemiraten | Qatar SC Stadium                        |                                         |
| 17:00 UTC+3 | 17:00 UTC+3     | Mansour Muftah 17′ Muhsin Musabah 26′ (sjm.) | (2 – 1) Rapport | 35′ Hassan Mohamed    | Doha Domare: Erik Fredriksson (Sverige) | Doha Domare: Erik Fredriksson (Sverige) |
| 17:00 UTC+3 | 17:00 UTC+3     |                                              |                 |                       | Doha Domare: Erik Fredriksson (Sverige) | Doha Domare: Erik Fredriksson (Sverige) |
| 17:00 UTC+3 | 17:00 UTC+3     |                                              |                 |                       | Doha Domare: Erik Fredriksson (Sverige) | Doha Domare: Erik Fredriksson (Sverige) |

|             | 6 december 1988 | Sydkorea                            | 2 – 0           | Japan | Qatar SC Stadium                   |                                    |
| 15:00 UTC+3 | 15:00 UTC+3     | Hwang Sun-Hong 13′ Kim Joo-Sung 35′ | (2 – 0) Rapport |       | Doha Domare: Salah Mohammed (Irak) | Doha Domare: Salah Mohammed (Irak) |
| 15:00 UTC+3 | 15:00 UTC+3     |                                     |                 |       | Doha Domare: Salah Mohammed (Irak) | Doha Domare: Salah Mohammed (Irak) |
| 15:00 UTC+3 | 15:00 UTC+3     |                                     |                 |       | Doha Domare: Salah Mohammed (Irak) | Doha Domare: Salah Mohammed (Irak) |

|             | 8 december 1988 | Iran              | 1 – 0           | Förenade arabemiraten | Qatar SC Stadium                                    |                                                     |
| 15:00 UTC+3 | 15:00 UTC+3     | Farshad Pious 27′ | (1 – 0) Rapport |                       | Doha Publik: 4 000 Domare: Steven Ovinis (Malaysia) | Doha Publik: 4 000 Domare: Steven Ovinis (Malaysia) |
| 15:00 UTC+3 | 15:00 UTC+3     |                   |                 |                       | Doha Publik: 4 000 Domare: Steven Ovinis (Malaysia) | Doha Publik: 4 000 Domare: Steven Ovinis (Malaysia) |
| 15:00 UTC+3 | 15:00 UTC+3     |                   |                 |                       | Doha Publik: 4 000 Domare: Steven Ovinis (Malaysia) | Doha Publik: 4 000 Domare: Steven Ovinis (Malaysia) |

|             | 9 december 1988 | Qatar                                | 2 – 3           | Sydkorea                                | Qatar SC Stadium                       |                                        |
| 17:00 UTC+3 | 17:00 UTC+3     | Khalid Salman 47′ (str.), 80′ (str.) | (0 – 2) Rapport | 10′, 72′ Chung Hae-Won 34′ Kim Joo-Sung | Doha Domare: George Courtney (England) | Doha Domare: George Courtney (England) |
| 17:00 UTC+3 | 17:00 UTC+3     |                                      |                 |                                         | Doha Domare: George Courtney (England) | Doha Domare: George Courtney (England) |
| 17:00 UTC+3 | 17:00 UTC+3     |                                      |                 |                                         | Doha Domare: George Courtney (England) | Doha Domare: George Courtney (England) |

|             | 10 december 1988 | Förenade arabemiraten | 1 – 0           | Japan | Al-Ahly Stadium                     |                                     |
| 15:00 UTC+3 | 15:00 UTC+3      | Abdulaziz Mohamed 86′ | (0 – 0) Rapport |       | Doha Domare: Ahmad Bash (Jordanien) | Doha Domare: Ahmad Bash (Jordanien) |
| 15:00 UTC+3 | 15:00 UTC+3      |                       |                 |       | Doha Domare: Ahmad Bash (Jordanien) | Doha Domare: Ahmad Bash (Jordanien) |
| 15:00 UTC+3 | 15:00 UTC+3      |                       |                 |       | Doha Domare: Ahmad Bash (Jordanien) | Doha Domare: Ahmad Bash (Jordanien) |

|             | 11 december 1988 | Sydkorea                                   | 3 – 0           | Iran | Al-Ahly Stadium                                   |                                                   |
| 17:00 UTC+3 | 17:00 UTC+3      | Byun Byung-Joo 26′, 57′ Hwang Sun-Hong 42′ | (2 – 0) Rapport |      | Doha Publik: 5 000 Domare: Neji Jouini (Tunisien) | Doha Publik: 5 000 Domare: Neji Jouini (Tunisien) |
| 17:00 UTC+3 | 17:00 UTC+3      |                                            |                 |      | Doha Publik: 5 000 Domare: Neji Jouini (Tunisien) | Doha Publik: 5 000 Domare: Neji Jouini (Tunisien) |
| 17:00 UTC+3 | 17:00 UTC+3      |                                            |                 |      | Doha Publik: 5 000 Domare: Neji Jouini (Tunisien) | Doha Publik: 5 000 Domare: Neji Jouini (Tunisien) |

|             | 12 december 1988 | Japan | 0 – 3           | Qatar                                   | Al-Ahly Stadium                      |                                      |
| 17:00 UTC+3 | 17:00 UTC+3      |       | (0 – 0) Rapport | 58′, 82′ Adel Khamis 90′ Mansour Muftah | Doha Domare: Yusuf Namoğlu (Turkiet) | Doha Domare: Yusuf Namoğlu (Turkiet) |
| 17:00 UTC+3 | 17:00 UTC+3      |       |                 |                                         | Doha Domare: Yusuf Namoğlu (Turkiet) | Doha Domare: Yusuf Namoğlu (Turkiet) |
| 17:00 UTC+3 | 17:00 UTC+3      |       |                 |                                         | Doha Domare: Yusuf Namoğlu (Turkiet) | Doha Domare: Yusuf Namoğlu (Turkiet) |

### Grupp B
| Nr | Lag          | S | V | O | F | GM | IM | MS | P |
| -- | ------------ | - | - | - | - | -- | -- | -- | - |
| 1  | Saudiarabien | 4 | 2 | 2 | 0 | 4  | 1  | +3 | 6 |
| 2  | Kina         | 4 | 2 | 1 | 1 | 6  | 3  | +3 | 5 |
| 3  | Syrien       | 4 | 2 | 0 | 2 | 2  | 5  | −3 | 4 |
| 4  | Kuwait       | 4 | 0 | 3 | 1 | 2  | 3  | −1 | 3 |
| 5  | Bahrain      | 4 | 0 | 2 | 2 | 1  | 3  | −2 | 2 |

|             | 2 december 1988 | Syrien | 0 – 2           | Saudiarabien                                         | Qatar SC Stadium                        |                                         |
| 18:00 UTC+3 | 18:00 UTC+3     |        | (0 – 1) Rapport | 20′ Saleh Al-Mutlaq 82′ Mohamed Al-Suwaiyed Shehrani | Doha Domare: Erik Fredriksson (Sverige) | Doha Domare: Erik Fredriksson (Sverige) |
| 18:00 UTC+3 | 18:00 UTC+3     |        |                 |                                                      | Doha Domare: Erik Fredriksson (Sverige) | Doha Domare: Erik Fredriksson (Sverige) |
| 18:00 UTC+3 | 18:00 UTC+3     |        |                 |                                                      | Doha Domare: Erik Fredriksson (Sverige) | Doha Domare: Erik Fredriksson (Sverige) |

|             | 3 december 1988 | Kuwait | 0 – 0   | Bahrain | Al-Ahly Stadium                  |                                  |
| 17:00 UTC+3 | 17:00 UTC+3     |        | Rapport |         | Doha Domare: Vincent Mauro (USA) | Doha Domare: Vincent Mauro (USA) |
| 17:00 UTC+3 | 17:00 UTC+3     |        |         |         | Doha Domare: Vincent Mauro (USA) | Doha Domare: Vincent Mauro (USA) |
| 17:00 UTC+3 | 17:00 UTC+3     |        |         |         | Doha Domare: Vincent Mauro (USA) | Doha Domare: Vincent Mauro (USA) |

|             | 4 december 1988 | Kina                             | 3 – 0           | Syrien | Qatar SC Stadium                       |                                        |
| 17:00 UTC+3 | 17:00 UTC+3     | Gao Sheng 13′ Xie Yuxin 14′, 19′ | (3 – 0) Rapport |        | Doha Domare: Mohamed Hansal (Algeriet) | Doha Domare: Mohamed Hansal (Algeriet) |
| 17:00 UTC+3 | 17:00 UTC+3     |                                  |                 |        | Doha Domare: Mohamed Hansal (Algeriet) | Doha Domare: Mohamed Hansal (Algeriet) |
| 17:00 UTC+3 | 17:00 UTC+3     |                                  |                 |        | Doha Domare: Mohamed Hansal (Algeriet) | Doha Domare: Mohamed Hansal (Algeriet) |

|             | 5 december 1988 | Saudiarabien | 0 – 0   | Kuwait | Al-Ahly Stadium                         |                                         |
| 15:00 UTC+3 | 15:00 UTC+3     |              | Rapport |        | Doha Domare: Michel Vautrot (Frankrike) | Doha Domare: Michel Vautrot (Frankrike) |
| 15:00 UTC+3 | 15:00 UTC+3     |              |         |        | Doha Domare: Michel Vautrot (Frankrike) | Doha Domare: Michel Vautrot (Frankrike) |
| 15:00 UTC+3 | 15:00 UTC+3     |              |         |        | Doha Domare: Michel Vautrot (Frankrike) | Doha Domare: Michel Vautrot (Frankrike) |

|             | 6 december 1988 | Bahrain | 0 – 1           | Kina              | Qatar SC Stadium                        |                                         |
| 17:00 UTC+3 | 17:00 UTC+3     |         | (0 – 0) Rapport | 78′ Zhang Xiaowen | Doha Domare: Syed Shahid Hakim (Indien) | Doha Domare: Syed Shahid Hakim (Indien) |
| 17:00 UTC+3 | 17:00 UTC+3     |         |                 |                   | Doha Domare: Syed Shahid Hakim (Indien) | Doha Domare: Syed Shahid Hakim (Indien) |
| 17:00 UTC+3 | 17:00 UTC+3     |         |                 |                   | Doha Domare: Syed Shahid Hakim (Indien) | Doha Domare: Syed Shahid Hakim (Indien) |

|             | 8 december 1988 | Syrien              | 1 – 0           | Kuwait | Al-Ahly Stadium                      |                                      |
| 17:00 UTC+3 | 17:00 UTC+3     | Walid Al-Nasser 63′ | (0 – 0) Rapport |        | Doha Domare: Yusuf Namoğlu (Turkiet) | Doha Domare: Yusuf Namoğlu (Turkiet) |
| 17:00 UTC+3 | 17:00 UTC+3     |                     |                 |        | Doha Domare: Yusuf Namoğlu (Turkiet) | Doha Domare: Yusuf Namoğlu (Turkiet) |
| 17:00 UTC+3 | 17:00 UTC+3     |                     |                 |        | Doha Domare: Yusuf Namoğlu (Turkiet) | Doha Domare: Yusuf Namoğlu (Turkiet) |

|             | 9 december 1988 | Saudiarabien       | 1 – 1           | Bahrain                  | Qatar SC Stadium                 |                                  |
| 15:00 UTC+3 | 15:00 UTC+3     | Yousuf Jazea'a 78′ | (1 – 0) Rapport | 44′ (str.) Fahad Mohamed | Doha Domare: Vincent Mauro (USA) | Doha Domare: Vincent Mauro (USA) |
| 15:00 UTC+3 | 15:00 UTC+3     |                    |                 |                          | Doha Domare: Vincent Mauro (USA) | Doha Domare: Vincent Mauro (USA) |
| 15:00 UTC+3 | 15:00 UTC+3     |                    |                 |                          | Doha Domare: Vincent Mauro (USA) | Doha Domare: Vincent Mauro (USA) |

|             | 10 december 1988 | Kuwait                                                  | 2 – 2           | Kina            | Al-Ahly Stadium                         |                                         |
| 17:00 UTC+3 | 17:00 UTC+3      | Adel Abbas Hussain 60′ (str.) Mansour Basha Mohamed 62′ | (0 – 1) Rapport | 10′, 87′ Ma Lin | Doha Domare: Erik Fredriksson (Sverige) | Doha Domare: Erik Fredriksson (Sverige) |
| 17:00 UTC+3 | 17:00 UTC+3      |                                                         |                 |                 | Doha Domare: Erik Fredriksson (Sverige) | Doha Domare: Erik Fredriksson (Sverige) |
| 17:00 UTC+3 | 17:00 UTC+3      |                                                         |                 |                 | Doha Domare: Erik Fredriksson (Sverige) | Doha Domare: Erik Fredriksson (Sverige) |

|             | 11 december 1988 | Bahrain | 0 – 1           | Syrien                      | Qatar SC Stadium                        |                                         |
| 15:00 UTC+3 | 15:00 UTC+3      |         | (0 – 0) Rapport | 72′ (str.) Walid Abu Al-Sel | Doha Domare: Michel Vautrot (Frankrike) | Doha Domare: Michel Vautrot (Frankrike) |
| 15:00 UTC+3 | 15:00 UTC+3      |         |                 |                             | Doha Domare: Michel Vautrot (Frankrike) | Doha Domare: Michel Vautrot (Frankrike) |
| 15:00 UTC+3 | 15:00 UTC+3      |         |                 |                             | Doha Domare: Michel Vautrot (Frankrike) | Doha Domare: Michel Vautrot (Frankrike) |

|             | 12 december 1988 | Kina | 0 – 1           | Saudiarabien       | Al-Ahly Stadium                        |                                        |
| 15:00 UTC+3 | 15:00 UTC+3      |      | (0 – 0) Rapport | 56′ Fahad Al-Bishi | Doha Domare: Mohamed Hansal (Algeriet) | Doha Domare: Mohamed Hansal (Algeriet) |
| 15:00 UTC+3 | 15:00 UTC+3      |      |                 |                    | Doha Domare: Mohamed Hansal (Algeriet) | Doha Domare: Mohamed Hansal (Algeriet) |
| 15:00 UTC+3 | 15:00 UTC+3      |      |                 |                    | Doha Domare: Mohamed Hansal (Algeriet) | Doha Domare: Mohamed Hansal (Algeriet) |

## Slutspel

### Slutspelsträd
|  | Semifinaler      | Semifinaler         |       |                  | Final            | Final |  |
|  |                  |                     |       |                  |                  |       |  |
|  | 14 december 1988 |                     |       |                  |                  |       |  |
|  | Sydkorea (e.f.)  | 2                   |       |                  |                  |       |  |
|  | Kina             | 1                   |       |                  |                  |       |  |
|  |                  |                     |       |                  |                  |       |  |
|  |                  |                     |       |                  | 18 december 1988 |       |  |
|  |                  |                     |       |                  | Sydkorea         | 0 (3) |  |
|  |                  | Saudiarabien (str.) | 0 (4) |                  |                  |       |  |
|  |                  |                     |       |                  |                  |       |  |
|  |                  |                     |       |                  |                  |       |  |
|  |                  |                     |       |                  | Bronsmatch       |       |  |
|  | 15 december 1988 | 15 december 1988    |       | 17 december 1988 | 17 december 1988 |       |  |
|  | Saudiarabien     | 1                   |       | Kina             | 0 (0)            |       |  |
|  | Iran             | 0                   |       |                  | Iran (str.)      | 0 (3) |  |

### Semifinaler
|             | 14 december 1988 | Sydkorea             | 0000 2 – 1 (e.fl.) | Kina          | Qatar SC Stadium                               |                                                |
| 16:00 UTC+3 | 16:00 UTC+3      | Lee Tae-Ho 93′, 103′ | (0 – 0) Rapport    | 100′ Mai Chao | Doha Publik: 1 000 Domare: Vincent Mauro (USA) | Doha Publik: 1 000 Domare: Vincent Mauro (USA) |
| 16:00 UTC+3 | 16:00 UTC+3      |                      |                    |               | Doha Publik: 1 000 Domare: Vincent Mauro (USA) | Doha Publik: 1 000 Domare: Vincent Mauro (USA) |
| 16:00 UTC+3 | 16:00 UTC+3      |                      |                    |               | Doha Publik: 1 000 Domare: Vincent Mauro (USA) | Doha Publik: 1 000 Domare: Vincent Mauro (USA) |

|             | 15 december 1988 | Saudiarabien       | 1 – 0           | Iran | Qatar SC Stadium                                      |                                                       |
| 16:00 UTC+3 | 16:00 UTC+3      | Majed Abdullah 16′ | (1 – 0) Rapport |      | Doha Publik: 17 000 Domare: George Courtney (England) | Doha Publik: 17 000 Domare: George Courtney (England) |
| 16:00 UTC+3 | 16:00 UTC+3      |                    |                 |      | Doha Publik: 17 000 Domare: George Courtney (England) | Doha Publik: 17 000 Domare: George Courtney (England) |
| 16:00 UTC+3 | 16:00 UTC+3      |                    |                 |      | Doha Publik: 17 000 Domare: George Courtney (England) | Doha Publik: 17 000 Domare: George Courtney (England) |

### Bronsmatch
|             | 17 december 1988 | Kina                            | 0 – 0                      | Iran                                                           | Al-Ahly Stadium                                   |                                                   |
| 16:00 UTC+3 | 16:00 UTC+3      |                                 | Rapport                    |                                                                | Doha Publik: 2 000 Domare: Ahmad Bash (Jordanien) | Doha Publik: 2 000 Domare: Ahmad Bash (Jordanien) |
| 16:00 UTC+3 | 16:00 UTC+3      |                                 |                            |                                                                | Doha Publik: 2 000 Domare: Ahmad Bash (Jordanien) | Doha Publik: 2 000 Domare: Ahmad Bash (Jordanien) |
| 16:00 UTC+3 | 16:00 UTC+3      | Duan Ju Wang Baoshan Wu Wenbing | Straffsparksläggning 0 – 3 | Mojtaba Moharrami Mohammad Hassan Ansarifard Sirous Ghayeghran | Doha Publik: 2 000 Domare: Ahmad Bash (Jordanien) | Doha Publik: 2 000 Domare: Ahmad Bash (Jordanien) |

### Final
|             | 18 december 1988 | Sydkorea                                                          | 0000 0 – 0 (e.fl.)         | Saudiarabien                                                                      | Al-Ahly Stadium                                        |                                                        |
| 16:00 UTC+3 | 16:00 UTC+3      |                                                                   | Rapport                    |                                                                                   | Doha Publik: 20 000 Domare: Michel Vautrot (Frankrike) | Doha Publik: 20 000 Domare: Michel Vautrot (Frankrike) |
| 16:00 UTC+3 | 16:00 UTC+3      |                                                                   |                            |                                                                                   | Doha Publik: 20 000 Domare: Michel Vautrot (Frankrike) | Doha Publik: 20 000 Domare: Michel Vautrot (Frankrike) |
| 16:00 UTC+3 | 16:00 UTC+3      | Cho Min-kook Lee Tae-ho Byun Byung-joo Kim Joo-sung Cho Yoon-hwan | Straffsparksläggning 3 – 4 | Saleh Nu'eimeh Mohamed Abd Al-Jawad Majed Abdullah Saleh Al-Mutlaq Fahad Al-Bishi | Doha Publik: 20 000 Domare: Michel Vautrot (Frankrike) | Doha Publik: 20 000 Domare: Michel Vautrot (Frankrike) |

## Vinnare
| Asiatiska mästerskapet i fotboll 1988 |
| ------------------------------------- |
| Saudiarabien Andra titeln             |

## Priser och utmärkelser

### Mest värdefulla spelare
- Kim Joo-Sung

### Skyttekung
- Lee Tae-Ho - 3 mål

### Bäste målvakt
- Zhang Huikang

## Målskyttar
| 3 mål: - Lee Tae-Ho 2 mål: - Ma Lin - Xie Yuxin - Farshad Pious - Byun Byung-Joo - Chung Hae-Won - Hwang Sun-Hong - Kim Joo-Sung - Adel Khamis - Mansour Muftah - Khalid Salman | 1 mål: - Fahad Mohamed - Gao Sheng - Mai Chao - Zhang Xiaowen - Karim Bavi - Adel Abbas - Mansour Basha - Saleh Al-Mutlaq - Mohamed Al-Suwaiyed - Fahad Al-Bishi - Yousuf Jazea'a - Majed Abdullah - Walid Abu Al-Sel - Walid Al-Nasser - Hassan Mohamed - Abdulaziz Mohamed 1 självmål - Muhsin Musabah (for Qatar) |

## Bästa lag i målskytte
| 11 mål: - Sydkorea 7 mål: - Kina - Qatar 5 mål: - Saudiarabien 3 mål: - Iran | 2 mål: - Kuwait - Syrien - Förenade arabemiraten 1 mål: - Bahrain 0 goal: - Japan |